# Antoni Domènech (músic)
Antoni Domènech va ser un professor de música i violinista actiu a Lleida a mitjans del segle xix. Va impartir classes a Ramon Roig i Josep Font, entre d'altres.
En un anunci publicat a la Guia Cicerone de Pleayan de Porta (1877), es diu que Font oferia classes de violí perquè en la seua opinió, de que Antoni Domènech havia deixat de fer-ho no havien tornat a sorgir bons violinistes a Lleida.